# Agrotera ornata
Agrotera ornata is een vlinder uit de familie van de grasmotten (Crambidae). De wetenschappelijke naam van de soort is voor het eerst gepubliceerd in 1917 door Alfred Ernest Wileman en Richard South.
De soort komt voor in China (Hainan) en Taiwan.